# 最小作用の原理
最小作用の原理（さいしょうさようのげんり、英: principle of least action）は、物理学における基本原理の一つで、特に解析力学の構成において、その基礎付けを与える動力学の原理である。最小作用の原理に従って、力学系の運動（時間発展）は、作用と呼ばれる汎関数を最小にするような軌道に沿って実現される（実際には「最小」になるとは限らず、仮想的な軌道の変化についての（第一）変分が零になる、すなわち「極値（停留）」をとるということなのであるが、既に「最小作用の法則（原理）」は歴史的な名称として定着してしまっているのであり、現代的には変分原理（variational principle）という方がより適切である）。
物理学における最大の指導原理の一つであり、電磁気学におけるマクスウェルの方程式や相対性理論におけるアインシュタイン方程式ですら、対応する作用の極小条件から導かれる。また、量子力学においても、この法則そのものは、ファインマンの経路積分の考え方によって理解できる。物体は運動において様々な運動経路（軌道）をとる事が可能であるが、作用積分が極値（鞍点値）をとる(すなわち最小作用の原理を満たす)経路が最も量子力学的な確率密度が高くなる事が知られている。

## モーペルテュイの原理
力学における初期の変分原理であるモーペルテュイの原理（Maupertuis' principle）は、1747年にフランスの数学者モーペルテュイによって考え出された。モーペルテュイの最小作用の原理とも言う。一個の質点からなる系において、運動エネルギー K とすると
{\displaystyle \delta \int 2K\,dt=0}
が成り立つ経路を運動する。質点が運動する経路の長さを L、質点の速度を v として、dL = v dt であるから
{\displaystyle \delta \int mv\,dL=0}
となる。つまり、質点の運動は、運動量 mv と経路の微小片 dL の積の積分に対する停留値問題に帰着する。
系の全エネルギーを E、ポテンシャル・エネルギーを V とすると
{\displaystyle \delta \int {\sqrt {2m(E-V)}}\,dL=0}
と表すことができる。この原理は光学におけるフェルマーの原理
{\displaystyle \delta \int n\,dL=0}
と対比される。ここで n は屈折率、L は光の通る経路である。
同様にラグランジアンにおける停留値問題、
{\displaystyle \delta \int _{t_{1}}^{t_{2}}L\,dt=\delta \int _{t_{1}}^{t_{2}}(K-V)\,dt=0}
の式で表される原理をハミルトンの原理（ハミルトンの最小作用の原理）と言う。

## 作用汎関数
作用汎関数 S[φ] は、力学系の運動状態を指定する力学変数 φ(x) を引数にとる汎関数として与えられる。
最小作用の原理から導かれる運動方程式は、汎関数微分により
{\displaystyle {\frac {\delta S[\phi ]}{\delta \phi (x)}}=0}
で書かれる。

### ラグランジュ形式
ラグランジュ形式において、作用汎関数はラグランジュ関数 L の積分
{\displaystyle S[q]=\int _{t_{0}}^{t_{1}}L(q(t),{\dot {q}}(t),t)\,dt}
として与えられる。ラグランジュ形式における力学変数は一般化座標 q である。一般化座標の変分 δq に対して作用の変分は
{\displaystyle \delta S={\Big [}p(t)\,\delta q(t){\Big ]}_{t_{0}}^{t_{1}}+\int _{t_{0}}^{t_{1}}\left[{\frac {\partial L}{\partial q}}-{\dot {p}}(t)\right]\delta q(t)\,dt}
となる。ここで p は一般化座標に共役な一般化運動量である。最小作用の原理から導かれる運動方程式は
{\displaystyle {\frac {\delta S[q]}{\delta q(t)}}={\frac {\partial L}{\partial q}}-{\dot {p}}(t)=0}
である。境界条件として
{\displaystyle \delta q(t_{0})=\delta q(t_{1})=0}
あるいは
{\displaystyle q_{0}=q(t_{0}),~q_{1}=q(t_{1})}
が課される。
力学変数が運動方程式に従うとき、作用は境界条件を与える q0, t0, q1, t1 の関数
{\displaystyle S=S(q_{0},t_{0};q_{1},t_{1})}
として表される。初期条件 q0, t0 は定数として扱い、終端条件 q1, t1 を変数とみなす。
境界条件 q0, t0, q1, t1 の下での運動方程式の解を
{\displaystyle {\tilde {q}}(t_{0})=q_{0},~{\tilde {q}}(t_{1})=q_{1}}
とし、境界条件 q0, t0, q1+Δq, t1+Δt の下での解を
{\displaystyle {\tilde {q}}'(t_{0})=q_{0},~{\tilde {q}}'(t_{1}+\Delta t)=q_{1}+\Delta q}
とする。このとき作用の微分は
{\displaystyle {\begin{aligned}\Delta S&=\int _{t_{0}}^{t_{1}+\Delta t}L(q',{\dot {q}}',t)\,dt-\int _{t_{0}}^{t_{1}}L(q,{\dot {q}},t)\,dt\\&=p(t_{1})[{\tilde {q}}'(t_{1})-{\tilde {q}}(t_{1})]+L({\tilde {q}}(t_{1}),{\dot {\tilde {q}}}(t_{1}),t_{1})\,\Delta t\\&=p(t_{1})\,\Delta q-[p(t_{1})\,{\dot {\tilde {q}}}(t_{1})-L({\tilde {q}}(t_{1}),{\dot {\tilde {q}}}(t_{1}),t_{1})]\Delta t\\\end{aligned}}}
となる。
したがって、作用の偏微分は
{\displaystyle {\frac {\partial S}{\partial q_{1}}}=p(t_{1}),~{\frac {\partial S}{\partial t_{1}}}=-E(t_{1})}
である。ここで E はエネルギーである。

### ハミルトン形式
ハミルトン形式において、作用汎関数はハミルトン関数により
{\displaystyle S[p,q]=\int _{t_{0}}^{t_{1}}{\big [}p(t){\dot {q}}(t)-H(p,q){\big ]}dt}
で与えられる。ハミルトン形式における力学変数は、一般化座標 q、及びこれに共役な一般化運動量 p である。これらは併せて正準変数と呼ばれる。
正準変数の変分 δq, δp に対して作用の変分は
{\displaystyle \delta S={\Big [}p(t)\,\delta q(t){\Big ]}_{t_{0}}^{t_{1}}+\int _{t_{0}}^{t_{1}}\left\{\delta p(t)\left[{\dot {q}}(t)-{\frac {\partial H}{\partial p}}\right]-\left[{\dot {p}}(t)+{\frac {\partial H}{\partial q}}\right]\delta q(t)\right\}dt}
となり、運動方程式として
{\displaystyle {\frac {\delta S[p,q]}{\delta p(t)}}={\dot {q}}(t)-{\frac {\partial H}{\partial p}}=0}
{\displaystyle {\frac {\delta S[p,q]}{\delta q(t)}}=-{\dot {p}}(t)-{\frac {\partial H}{\partial q}}=0}
が導かれる。

## 計算上の注意点
偏微分を計算する際に、違う経路を算出する場合がある。例えば、東京－大阪間を地表に沿って移動する計算をすると、名古屋付近を経由する最短経路でなく、対蹠点を通る解が出てしまう場合がある。

## 量子力学における最小作用の原理
古典力学においては、時刻{\displaystyle t_{a}}に配位空間の座標{\displaystyle q_{a}}から出発し、時刻{\displaystyle t_{b}}に座標{\displaystyle q_{b}}に到達する粒子の軌道は、最小作用の原理によって、作用積分
{\displaystyle S[q(t)]=\int _{t_{a}}^{t_{b}}L(q(t),{\dot {q}}(t))\,dt}
に対する停留条件
{\displaystyle \delta S=0\,}
によって与えられる。
量子力学においても、{\displaystyle \hbar \rightarrow 0}の極限によって古典力学に近づくことから、同様の原理が存在することが予想される。通常の正準量子化を行ったハミルトニアンによる量子力学の記述では、このような原理の存在は必ずしも明確ではないが、ファインマンが考案した経路積分の手法を用いることで、量子論における対応原理を理解することができる。経路積分によれば、遷移確率
{\displaystyle K(q_{b},t_{b};q_{a},t_{a})=\left\langle q_{b}\left|e^{-{i \over {\hbar }}{\hat {H}}(t_{b}-t_{a})}\right|q_{a}\right\rangle }
は、古典論における作用積分S を用いて
{\displaystyle {\begin{aligned}K(q_{b},t_{b};q_{a},t_{a})&=\lim _{N\to \infty }\int _{q_{a}(t_{a})}^{q_{b}(t_{b})}\prod _{i=0}^{N-1}c_{i}dq_{i}\,e^{{i \over {\hbar }}S[q]}\\&=\int _{q_{a}(t_{a})}^{q_{b}(t_{b})}{\mathcal {D}}q\,e^{{i \over {\hbar }}S[q]}\end{aligned}}}
で与えられる。ここで、{\displaystyle q_{i}}は、時間を{\displaystyle t_{a}=t_{0}<t_{1}\cdots <t_{N-1}<t_{N}=t_{b}}と微小分割していったときの時刻{\displaystyle t_{i}}における座標であり、積分は{\displaystyle q_{a}}と{\displaystyle q_{b}}を結ぶ全ての経路を数え上げ、それらの寄与を総和したものを意味する。
被積分関数である指数関数の中身は、作用積分と{\displaystyle i/\hbar }を乗じた形であるため、{\displaystyle \hbar \rightarrow 0}とすると、わずかなS の変動によって、被積分関数は符号を変えつつ、激しく振動するため、積分は打ち消しあう。従って、{\displaystyle q_{a}(t_{a})}と{\displaystyle q_{b}(t_{b})}を結ぶ各軌道の中でも、停留条件によって、その周りの仮想変位を与えたときの作用積分の変動が抑えられる古典的軌道{\displaystyle q_{c}(t)}がもっとも積分に寄与することになる。

## 関連記事
- 変分原理
- 解析力学
- 力学
- 経路積分
- 物理学
- オイラー＝ラグランジュ方程式